# Генрі Ґрей

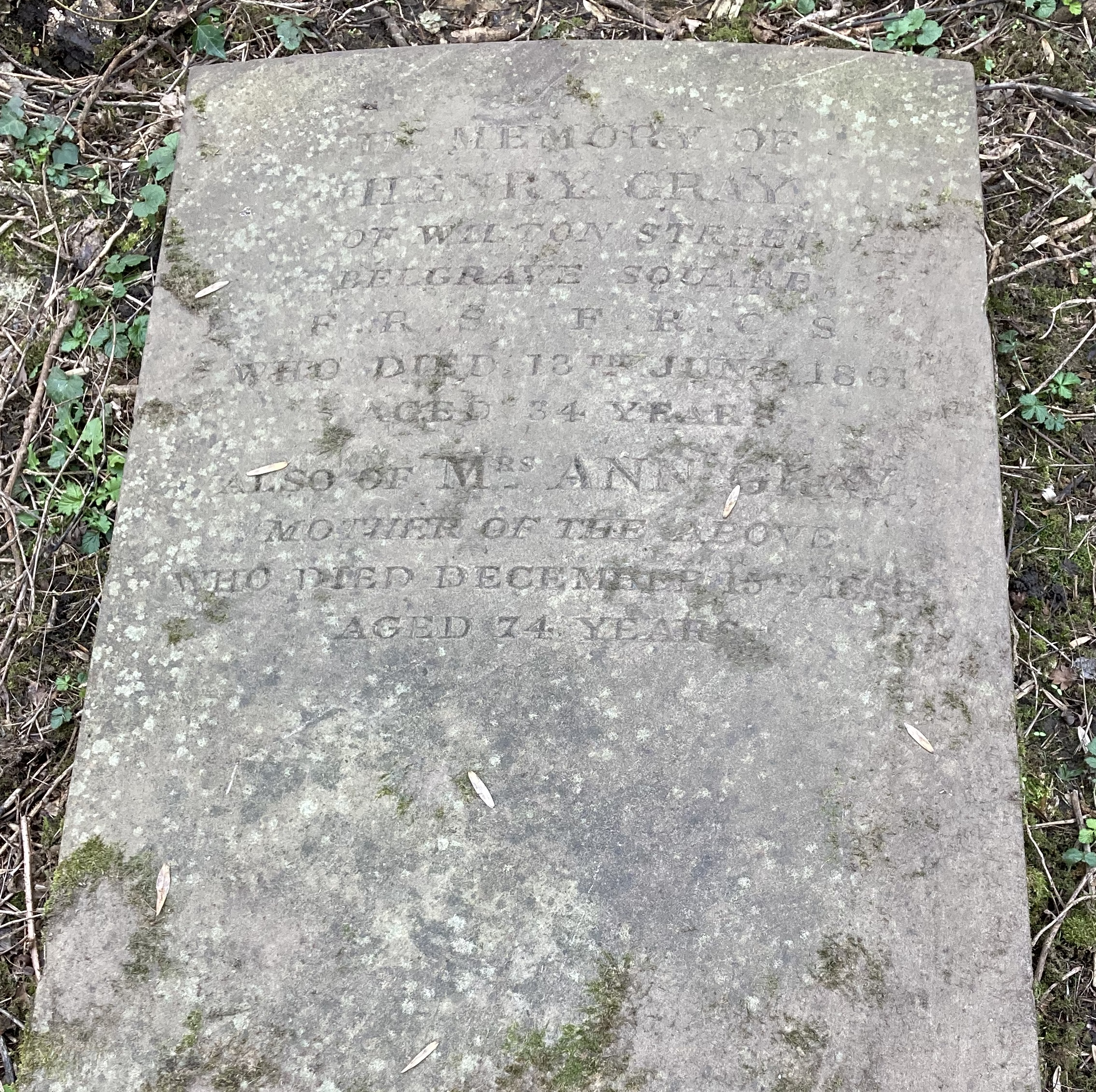
Могила Генрі Ґрея на Гайґейтському кладовищі (західна сторона)

Генрі Ґрей (1827 , Лондон  — 13 червня 1861 , Лондон ) — британський анатом і хірург, підручник якого «Анатомія Ґрея» став класичним та завоював йому історичну відомість. Ґрея було обрано членом Королівського товариства (FRS) у віці 25 років.

## Життєпис
Ґрей народився в Белґрейвії, Лондон, у 1827 році і прожив у Лондоні більшу частину свого життя. У 1842 році він вступив як студент до лікарні Сейнт-Джордж у Лондоні (тоді вона була розташована в Белґравії, тепер переїхала до Тутінґа), і ті, хто знали його, описують його як дуже старанного та методичного працівника, який вивчав анатомію повільним, але безцінним методом проведення розтинів і препарування з метою набуття досвіду.
Ще будучи студентом, Ґрей отримав трирічну премію Королівського коледжу хірургів у 1848 році за есе під назвою «Походження, з'єднання та розподіл нервів у людському оці та його придатках», проілюстроване порівняльними розтинами ока в інших хребетних тварин. У 1852 році, у віці 25 років, він був обраний членом Королівського товариства, а наступного року отримав премію Естлі Купера у триста гіней за дисертацію «Про будову та функцію селезінки».
У 1858 році Ґрей опублікував перше видання «Анатомії», обсягом 750 сторінок, яке містило 363 малюнки. Йому пощастило заручитися допомогою свого друга Генрі Вандайка Картера, вправного графіка, який раніше демонстрував анатомію в лікарні Сейнт-Джордж. Картер зробив рисунки, за якими були виконані гравюри. Досконалість ілюстрацій Картера значною мірою сприяла початковому успіху книги. Це видання було присвячене серу Бенджаміну Коллінзу Броді. Друге видання було підготовлене Ґреєм і опубліковане в 1860 році. Книга досі видається під назвою «Анатомія Ґрея» і широко цінується як авторитетний підручник для студентів-медиків.
Ґрей послідовно обіймав посади демонстратора анатомії, куратора музею та викладача анатомії в лікарні Сейнт-Джордж, а в 1861 році був кандидатом на посаду асистента хірурга.

## Смерть
Ґрей був інфікований і захворів на віспу у найбільш смертоносній її формі, коли окремі ураження стають настільки численними, що вони з'єднуються у суцільний, «злитий» шар. Вважається, що він заразився через тривалий і ретельний догляд за своїм десятирічним племінником Чарльзом Ґреєм, який зрештою одужав. 13 червня 1861 року, у день, коли він мав з'явитися на співбесіду як остаточний кандидат на престижну посаду в лікарні Сейнт-Джордж, він помер у віці 34 років. Його поховали на Гайґейтському кладовищі. У дитинстві Ґрей був щеплений проти віспи однією з ранніх форм вакцини, яка не подіяла.

## Зовнішні посилання
- - On the Structure and Use of the Spleen (1854) and Descriptive and Surgical Anatomy, 1st and 2nd editions (1858 and 1860)
  - Gray's Anatomy, 20th edition (1918)
  - First American edition of Gray's Anatomy (Philadelphia, 1859)
  - Твори та інформація про Генрі Ґрей у Інтернет-архіві